# 木里栎
木里栎（学名：Quercus senescens var. muliensis）为壳斗科栎属下的一个变种。

## 扩展阅读
- 維基物種上的相關：木里栎